# Tromsøya
69°40′23″N 18°56′59″Ø / 69.67306°N 18.94972°Ø
Tromsøya (nordsamisk: Romssasuolu) er en ø i sundet mellem fastlandet og Kvaløya i Tromsø kommune i Troms og Finnmark fylke i Norge. Tromsø centrum ligger østsiden af øen, og store dele af byens befolkning bor spredt på den. Tromsø lufthavn, Langnes ligger på vestsiden, og øen er knyttet til Tromsdalen på fastlandet med Tromsøbroen og Tromsøysundtunnelen der krydser Tromsøysundet mod øst, og til Kvaløysletta på Kvaløya med Sandnessundbroen.
Tromsøya er omtrent 10 km fra nord til syd. Midt på øen ligger søen Prestvannet, som blev opdæmmet i 1867. Bebyggelsen dækker store dele af øen, men der er skovområder langs højdedraget som strækker sig i nord-sydlig retning, især på den  den nordlige del.
Både Universitetet i Tromsø, Universitetssygehuset Nord-Norge og Tromsø Museum har hjemme på den østlige del af øen.

## Befolkning
Tromsøya er Norges folkerigeste ø, efter for nylig at have passeret Hinnøya. Øen havde 36.088 indbyggere 1. januar 2012 fordelt på fem statistiske delområder:
- Centrum 6.784
- Sommerlyst 7.283
- Nordre Tromsøya 7.477
- Mortensnes 9.046
- Søndre Tromsøya 5.498

Delområde Tromsø består af centrum og området omkring. Sommerlyst og Mortensnes omfatter vestsiden af øen.